# Hixkaryána
Hixkaryána är ett karibspråk i Brasilien, med 600 talare (2002). Språket är ett objekt–verb–subjekt-språk. Det finns fem lärare i en hixkaryánaspråkig skola för barn i åldern 5–14 år, samt viss litteratur på språket.